# Þríhyrningur
Der Berg Þríhyrningur (isl. Dreieck) ist ein Vulkan auf Island.

## Lage
Im Süden des Landes überragt der markante Berg die Ebene des Gletscherflusses Markarfljót. Er liegt zwischen den Bezirken Rangárvellir und Fljótshlíð und ist 678 m hoch.

## Geologie
Der Vulkan entstand bei Ausbrüchen während der Eiszeit unter einem Gletscher. Daher besteht er aus Palagonit. Er hat drei Gipfel, die ihm den Namen gaben (dt. der dreifach Gehörnte).  Sie sind Krater und liegen auf einer vulkanischen Spalte.

## Sagaschauplatz
In einer der Isländersagas spielt der Vulkan eine große Rolle: in der Saga von Njáll. Flosi und seine Männer verstecken sich dort, nachdem sie den Hof von Njáll mit zahlreichen Insassen niedergebrannt haben. Am Südwesthang liegt ein kleines nach ihm benanntes Tal, wo er sich aufgehalten haben soll.
Eine Höhle ist nach Flosi benannt und dort soll er sein Gold versteckt haben. Dieses ist allerdings bislang nicht wieder aufgetaucht.

## Wandern am Berg
Es ist nicht schwierig auf den Berg hinaufzugehen und man wird mit einer beeindruckenden Aussicht auf fünf Gletscher belohnt. Am nächsten liegen Tindfjallajökull, Mýrdalsjökull und Eyjafjallajökull. Auch in früheren Zeiten war der Berg wegen der Aussicht bekannt, aber weniger aus ästhetischen Gründen, man benützte ihn vielmehr zum Ausspähen von Feinden.